# Gustav Bardey
Gustav Friedrich Heinrich Bardey (* 7. April 1826 in Muchow; † 20. April 1905 in Stuer) war ein deutscher Gärtner, Kurdirektor und Pionier des Fremdenverkehrs in Südmecklenburg.

## Leben

Kurhaus Bad Stuer

Villa Bardey in Bad Stuer

Gustav Bardey war ein jüngerer Sohn des Pastors Christian Wilhelm Bardey (1776–1843) aus dessen zweiter Ehe mit Sophie (Elisabeth Catharina Dorothea), geb. Kossel (1798–1880). Namentlich bekannt sind ein älterer und zwei jüngere Brüder, darunter der Mathematiker und Lehrer Ernst Bardey (1828–1897).
Nach einer Lehre als Gärtner arbeitete Bardey zunächst in Rummelsburg bei Berlin. Er kehrte 1862 nach Mecklenburg zurück, um als Pächter und Leiter die von seinem Vorgänger Caesar Wilhelm Stuhlmann zunehmend vernachlässigte Wasserheilanstalt (Bad) Stuer zu übernehmen. 1877 kaufte er die um 1845 gegründete Wasserheilanstalt von den Flotow und führte sie zur Blüte. In den Jahren 1870 bis 1880 ließ Bardey das Gelände mit Buchen und Eichen umfassend neu bepflanzen. Es wurden Promenaden- und Wanderwege mit einer Länge von insgesamt 16 km angelegt, die während des ganzjährigen Kurbetriebes gepflegt und im Winter von Schnee geräumt wurden. In der Folgezeit entstanden mehrere der noch heute existierenden Villen im romantisierenden Zeitgeschmack des späten 19. Jahrhunderts. 1894 trat Barey dem Verein für Freunde der Naturgeschichte in Mecklenburg bei.
Gustav Bardey legte mit seiner erfolgreichen Arbeit die Grundlage für den Fremdenverkehr am Plauer See (Mecklenburg). Die Plauer Stadtväter würdigten dies 1887 mit der Verleihung der Ehrenbürgerschaft. Bis zu 120 Kurgäste fanden Aufnahme bei Preisen zwischen 6 und 10 Mark pro Tag. Berühmtester Kurgast war Fritz Reuter, der 1847/48 und 1868 in Stuer zur Kur weilte, nachdem er sich zwischenzeitlich (u. a. 1865) in der Kaltwasser-Heilanstalt Laubbach bei Koblenz zur Kur aufgehalten hatte. 1895 verkaufte Gustav Bardey an den Berliner Zahnarzt und Hydropathen Dr. chir. Wilhelm Süersen (1827–1919). In unmittelbarer Nähe  ließ er sich eine Villa als Ruhesitz errichten. 1904 erwarb der Sohn, der spätere (seit 1915) Sanitätsrat Dr. Hans Bardey (1865–1940), in dessen Händen bereits seit 1892 die ärztliche Betreuung lag, die Heilanstalt. 
In der Zeit des Ersten Weltkrieges kam der Kurbetrieb zum Erliegen und es wurde hier ein Offiziers-Kriegsgefangenenlager eingerichtet. Nachdem die Heilanstalt in andere Hände übergegangen und ein Teil der Gebäude abgerissen worden war, erwarb Hans Bardey im Jahre 1932 die verbliebenen Teile, um eine Pension zu betreiben. Nach seinem Tode wurde sie von seiner Witwe bis 1943 weitergeführt. Die Tochter Anna Sühring-Bardey wurde unter dem Pseudonym Witus Schriftstellerin.

## Schriften
- Die Wasserheil-Anstalt Stuer am Plauer See in Mecklenburg-Schwerin. 1869.